# Reena Pärnat
Reena Pärnat, född 1 december 1993, är en estnisk bågskytt. Hon deltog vid olympiska sommarspelen 2012 och olympiska sommarspelen 2020.